# Titu Kusi Yupanqui
Pour les articles homonymes, voir Yupanqui.
Titu Kusi Yupanqui, fut l'avant-dernier Inca quechua de la dynastie de Manco Inca.

## Biographie
Titu Kusi Yupanqui monta sur le trône en 1560, après la mort de son frère Sayri Tupac, peut-être empoisonné par les quechuas résistants face aux envahisseurs conquistadors. Dès son installation à Vilcabamba, il reconnut les comités politiques et religieux de Cuzco afin d'arriver à un accord avec l'autorité vice-royale espagnole. En 1568 il accepta d'être baptisé chrétien, mais mourut d'une étrange maladie en 1571.
Son jeune frère, Tupac Amaru lui succéda.